# European Association for Library and Information Education and Research
Die European Association for Library and Information Education and Research (EUCLID) wurde 1991 in Stuttgart mit dem Ziel gegründet, den Austausch in den Bibliotheks- und Informationswissenschaft zu fördern. Eine primäre Aufgabe besteht dabei darin, den Austausch der Studierenden der Mitgliedseinrichtungen zu ermöglichen.
EUCLID richtet jährlich die BOBCATSSS-Konferenz aus und verleiht zwei Auszeichnungen:
- BOBCAT-Award (seit 2006) für größte Anerkennung und Respekt für außergewöhnliche Leistungen in den Bibliotheks- und Informationswissenschaften[1]
- Internationalization Award (seit 2014) für die Beförderung der Kooperation und der Internationalisierung unter den Mitgliedereinrichtungen[2]

## Vorsitz
- 1991–1999: Ole Harbo, Det Informationsvidenskabelige Akademi (IVA) (Dänemark)
- 2000–2002: Ian Johnson, Robert Gordon University (Großbritannien)
- 2003–2007: Ragnar Audunson, Hochschule Oslo (Norwegen)
- 2008–2013: Tatjana Aparac-Jelušić, Universität Zadar, (Kroatien)
- 2014-: Serap Kurbanoğlu, Hacettepe-Universität, (Türkei)